# Jaume Vilamajó Ipiens
Jaume Vilamajó Ipiens (Tàrrega, 27 de novembre de 1959) es un ciclista català professional entre 1981 i 1990. Va aconseguir el seu major èxit esportiu amb la victòria d'una etapa a la Volta a Espanya de 1987.
L'any 1980 es va proclamar vencedor de la Volta a Lleida. El 1981 va començar la seva carrera professional amb l’equip Kelme, debutant al Tour de França. El 1982, va guanyar una etapa a la Volta al País Basc i el 1984 una altra a la Setmana Catalana amb l’equip Reynolds. El 1986, competint amb el Seat-Orbea, va obtenir una etapa a la Volta a les Valls Mineres i la cursa Hucha de Oro. El 1987 va guanyar l’etapa final de la Volta a Espanya. El 1988 va tornar al Kelme, on va repetir participació al Tour de França i va guanyar una etapa a la Setmana Catalana. Finalment, el 1990, competint amb el Tulip, es va imposar al Critèrium de Barcelona.

## Palmarès
- 1980
  - 1r a la Volta a Lleida
- 1982
  - Vencedor d'una etapa a la Volta a Euskadi
- 1983
  - Vencedor d'una etapa a la Vuelta a los Valles Mineros
- 1984
  - Vencedor d'una etapa a la Setmana Catalana
- 1986
  - 1r a la Hucha de Oro
  - Vencedor d'una etapa a la Vuelta a los Valles Mineros
- 1987
  - Vencedor d'una etapa a la Volta a Espanya
- 1988
  - Vencedor d'una etapa a la Setmana Catalana
- 1990
  - 1r a Barcelona

### Resultats a la Volta a Espanya
- 1982. 8è de la classificació general
- 1984. 34è de la classificació general
- 1987. 73è de la classificació general. Vencedor d'una etapa
- 1988. 86è de la classificació general
- 1989. 135è de la classificació general

### Resultats al Tour de França
- 1981. 100è de la classificació general
- 1983. Abandona (10a etapa)
- 1984. Abandona (15a etapa)
- 1986. 115è de la classificació general
- 1989. Abandona (10a etapa)

### Resultats al Giro d'Itàlia
- 1987. 99è de la classificació general